# Савчук, Александр Фёдорович
Александр Фёдорович Савчук (16 сентября 1905 года, Варшава — 13 апреля 1943 года) —  русский советский писатель. Участник Великой Отечественной войны. Руководитель Свердловского отделения Союза писателей СССР (1934—1941).

## Биография
Родился 16 сентября 1905 года в Варшаве в семье машиниста паровоза. В 1917 году семья переехала в сибирский город Нижнеудинск.
В 1920 году с отрядом особого назначения Александр Савчук уехал добровольцем на борьбу с белогвардейцами на Дальний Восток. После демобилизации до 1926 года служил в Верхнеудинске и Троицкосавске в Государственном политическом управлении при НКВД РСФСР, затем уехал на Кубань. Там, под Краснодаром, работал секретарем сельсовета в селе Грачевское, потом — заведующим местным клубом.
В 1934 году уехал на Урал. В Свердловске А. Ф. Савчук включился в творческую жизнь писательской организации. В 1936 году был избран  руководителем Свердловского отделения Союза писателей. Писатель сыграл значимую роль в литературной жизни Свердловска, поддержал публикацию сборника сказов Павла Петровича Бажова «Малахитовая шкатулка»,  празднование 60-летия писателя-фольклориста в 1939 году.
В сентябре 1941 года ушел на фронт. Служил политруком роты народного ополчения, литературным сотрудником агитпоезда политотдела Свердловской железной дороги, военным корреспондентом фронтовой газеты «Сын Родины».
Погиб 13 апреля 1943 года.

## Творчество
Литературное наследие писателя составляют рассказы, очерки и стихи. Издавать свои произведения А. Ф. Савчук  начал с 1929 года в газетах городов Новороссийска, Краснодара, в ростовском журнале «На подъеме».
В 1934 году в Ростове-на-Дону была издана его первая книга очерков и рассказов — «Родная земля». Произведения, написанные в Свердловске, печатались в журнале «Штурм», альманахе «Уральский современник».
Крупным произведением А. Савчука является роман «Так начиналась жизнь». Роман был опубликован в 1936 году в Свердловске, несколько раз переиздавался. Роман был переведен на французский язык, в 1939 году напечатан в журнале «Иностранная литература». В 1952 году в Свердловском книжном издательстве был издан сборник «Фронтовые рассказы».
Незаконченными остались произведения писателя: пьеса «Семья Гончаровых»и роман «Крушение». Ныне материалы семейного архива писателя, его рукописные материалы хранятся в Центре документации общественных организаций Свердловской области и Объединенном музее писателей Урала.

## Память

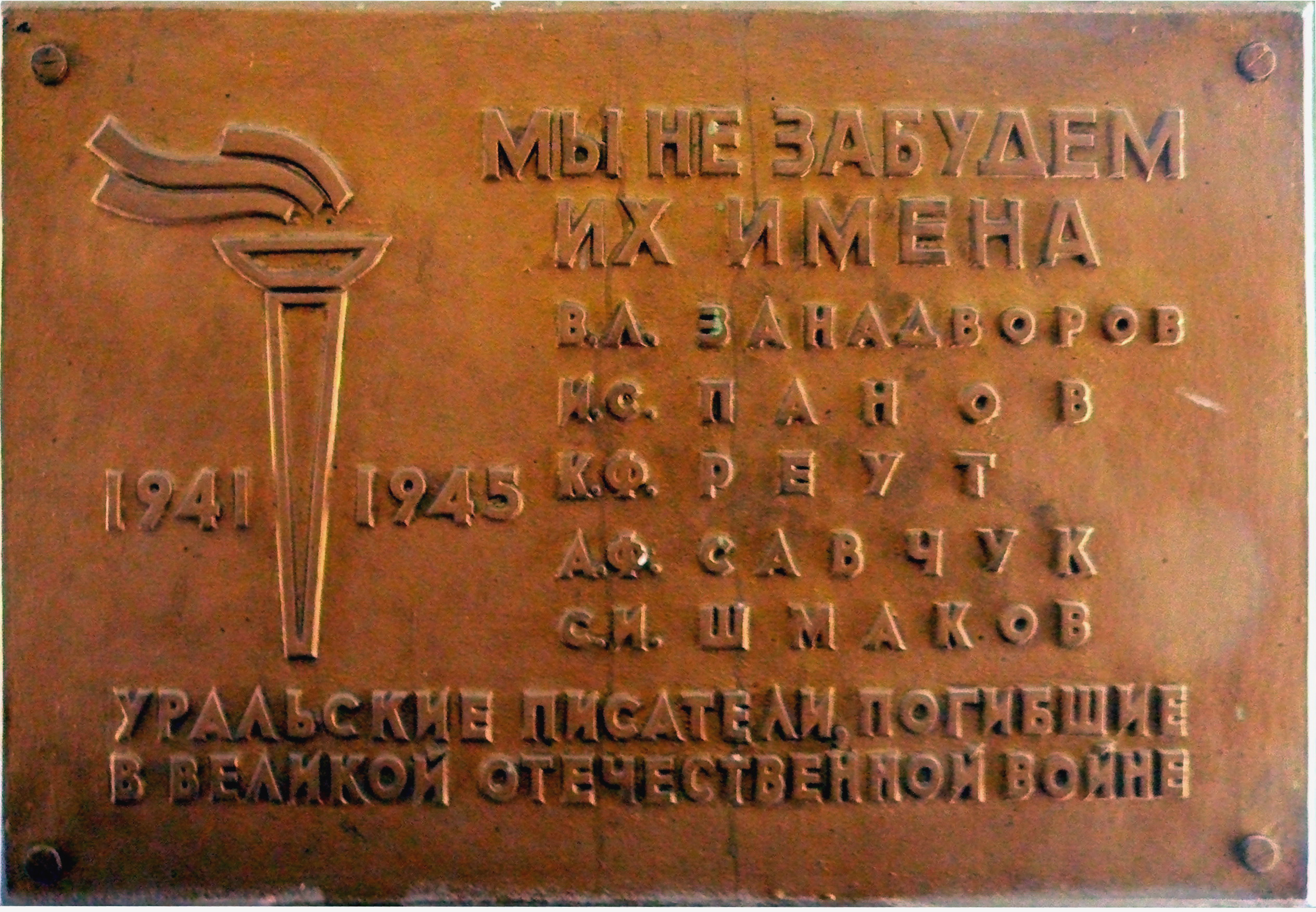
Мемориальная доска в г. Екатеринбург. Дом писателя. Ул. Пушкина д.12

В 2015 году в Екатеринбурге в Свердловской областной универсальной научной библиотеке им. В. Г. Белинского к 110-летию со дня рождения писателя Александра Федоровича Савчука была организована выставка «Так начиналась жизнь. Александр Савчук, писатель, руководитель Свердловского отделения Союза писателей СССР (1938–1940)».

## Награды
- Медаль «За боевые заслуги» (26.01.1943)[1].

## Семья
- Сын Валерий Савчук (род. 1937)